# Re: Cutie Honey
Re: Cutie Honey (Re:キューティーハニー, Ri Kyūtī Hanī) est un anime japonais de 2004 de 135 minutes, découpé en trois parties de 45 minutes, créé par Toei Animation et Gainax, faisant suite au film Cutie Honey de Hideaki Anno, et diffusé sous forme des VHS et DVD. Le film et l'anime sont tous deux adaptés du manga des années 1970, écrit et illustré par Go Nagai. Le premier épisode de Re: Cutie Honey fut diffusé le 24 juillet sur la chaîne de télévision par satellite Animax, deux mois après la sortie du film en prise de vue réelle. L'anime raconte la même histoire que le film de la même année, mais contient de la nudité et des personnages qui évoluent davantage.

## Synopsis
L'action se déroule au Japon, où une mystérieuse bande de malfrats sévit : on l'appelle le gang des Panther Claw. L'inspecteur Aki Natsuko est chargé de l'affaire. Malheureusement, elle se fait systématiquement dépasser par une mystérieuse héroïne sur le lieu des crimes, ce qui a tendance à passablement l'énerver. En fait, derrière tous ces personnages qui interviennent pour capturer les monstres à la place de Natsuko se cache une seule et même personne : Kisaragi Honey alias Cutie Honey. Cette jeune femme a une particularité : lorsqu'elle crie « Flash Honey » et qu'elle appuie sur le bouton en forme de cœur situé au cou, elle se transforme en Cutie Honey, c'est-à-dire une redoutable guerrière aux pouvoirs extraordinaires. Cette dernière se bat contre les Panther Claw pour venger la mort de son père, un grand scientifique spécialiste en nano-machines. Celui-ci a utilisé sur sa fille cette même technologie pour créer Cutie Honey. Ce secret est toutefois connu par un journaliste, qui surveille de près Kisaragi Honey. En effet, il semblerait qu'il existe un lien particulier entre elle et Sister Jill, la chef maléfique des Panther Claw. Les autres membres notoires des Panther Claws représentent chacune une enseigne d'un jeu de cartes français: Gold Claw les trèfles, Cobalt Claw les carreaux, Scarlet Claw les cœurs et Black Claw les piques. Elles seront confrontées à la puissance de Cutie Honey dans différents épisodes de l'anime.

## Voix japonaises
- Hideo Ishikawa : Seiji Hayami
- Junko Noda : Natsuko  « Natchan » Aki
- Yui Horie : Honey Kisaragi / Cutie Honey
- Hiromi Konno : Scarlet Claw
- Kazue Ikura : Sister Jill
- Mami Kingetsu : Cobalt Claw
- Noriko Uemura : Gold Claw
- Yumi Touma : Black Claw
- Bin Shimada : Chief Clerk
- Chigusa Ikeda : Scope Panther (ep. 1), Tank Panther (ep. 2)
- Kazuko Sugiyama : Kyoko Izumiya
- Kazumi Tanaka : Officer Tokimura
- Kimiko Saito : Destroy Panther (ep. 1), Sky Panther (ep. 2)
- Motomu Kiyokawa : Butler
- Naomi Shindō : Bazooka Panther (ep. 2), Doctor Panther (ep. 1)
- Ryouhei Nakao : Officer Mikami
- Tomoko Kaneda : Mayumi Takahashi
- Yuka Komatsu : Rinko Terada

## Production
L'anime fait référence à d'autres animes tels que Lupin III et Sailor Moon, tout comme au film Kill Bill. Comme pour les séries précédentes de Cutie Honey, on y trouve des caméos de personnages d'autres mangas et animes de Go Nagai, notamment Akira Fudo et Miki Makimura de Devilman, Kouji Kabuto et Boss de Mazinger Z, Duke Fleed de Grendizer et Danbei, des autres itérations de Cutie Honey.
Des réalisateurs différents ont assuré chaque épisode de l'anime en plus de Anno, si bien que les styles varient assez pour dire que "chaque réalisateur a dû pouvoir travailler avec une autonomie considérable", nous rapporte un site web de fan dédié à Gainax.
Re: Cutie Honey, comme le manga de 1973, représente Cutie Honey avec des yeux rouge foncé,,et non pas verts comme dans New Cutie Honey et Cutie Honey Flash. De plus, le costume qu'elle porte dans Re: Cutie Honey cache davantage son décolleté que dans les autres versions, mais montre sa taille et d'autres parties.
Le générique d'ouverture de l'anime et du film en prise de vue réelle est accompagné de la chanson "Cutie Honey" et le générique de fin par "Into your heart", les deux chansons étant interprétées par Koda Kumi.

## Réception
L'aspect visuel de l'anime a rencontré des réactions ambivalentes: une critique de Anime on DVD loue la brillance de l'animation 2D numérique, constatant qu'elle "donne vie à l'univers de Honey" comparé aux séries précédentes de Cutie Honey. Une autre critique cependant, issue du site Japan Hero, reproche à l'anime son animation qu'elle qualifie de "déformée", "criarde", "de qualité inférieure et véritablement dérangeante", si ce n'est quant au "fantastique générique d'ouverture". Pourtant l'anime a été loué pour son histoire et sa musique, et a été désigné comme "créatif, amusant et jamais répétitif". Erica Friedman sur son blog Okazu a affirmé que l'anime est en parfait équilibre entre franchement bien et mauvais au point de l'appréciation".

## Épisodes
1. Episode 1 : Heaven's Volume (Dai-ichi Wa: Ten no Maki, 『第一話「天」の巻』)
2. Episode 2 : Earth's Volume (Dai-ni Wa: Chi no Maki, 『第二話「地」の巻』)
3. Episode 3 : Humanity's Volume (Dai-san Wa: Hito no Maki, 『第三話「人」の巻』)

En plus des trois épisodes de l'anime, le coffret DVD Re: Cutie Honey Complete, sorti le 21 septembre 2005, contient un CD drama (Harmony's Volume) où jouent les quatre doubleuses de Cutie Honey jusque-là : Eiko Masuyama (série des années 1970), Michiko Neya (New Cutie Honey), Ai Nagano (Cutie Honey Flash) et Yui Horie (Re: Cutie Honey).